# 그건 너
《그건 너》는 1974년 공개된 대한민국의 영화이다.

## 배역
- 신성일
- 장제훈
- 명희
- 허장강
- 박암
- 박지훈
- 고영수
- 손창호
- 박미영
- 전숙
- 윤영주